# Mark McCormack
Mark Hume McCormack (* 6. November 1930 in Chicago, Illinois; † 16. Mai 2003 in New York) war ein US-amerikanischer Manager. Er gilt mit seiner Firma International Management Group (IMG) als Wegbereiter des modernen Sportmarketings.

## Golfsport als Ausgangspunkt
Ein tragisches Ereignis beeinflusste die beispiellose Karriere McCormacks: Als Kind nämlich erlitt er einen schweren Autounfall. Da ihm viele Sportarten danach gesundheitsbedingt nicht mehr möglich waren, schenkte sein Vater Ned ihm Golfschläger. Seine lebenslange Leidenschaft für den Golfsport begann folgendermaßen: Auf dem renommierten College of William and Mary spielte er im Golf-Team. Hier machte er die Bekanntschaft von Arnold Palmer. Als Golfamateur qualifizierte sich McCormack später zwar für die U.S. Open 1958, bei denen er jedoch nach zwei Runden ausschied. Anders als Palmer entschied er sich gegen eine Laufbahn als Golfprofi und schloss sein Studium an der Yale University Law School ab.
1959 trafen sich Palmer und McCormack bei den Carling Open in Cleveland wieder. McCormack arbeitete zu dieser Zeit als Anwalt in Cleveland. Palmer war aufgrund seines Sieges beim Masters im Jahr zuvor bereits ein angesehener Profigolfer. Per Handschlag besiegelten die beiden ihre Zusammenarbeit – der Grundstein für das heute allerorten übliche Marketing und Management berühmter Sportler-Persönlichkeiten. Im darauf folgenden Jahr nahm McCormack Jack Nicklaus unter Vertrag, 1962 dann Gary Player. Als maßgeblichen Faktor am eigenen Erfolg wertete McCormack später die Turniersiege der „Big Three“: „Wenn meine ersten drei Klienten, die berühmten Golfer Arnold Palmer, Gary Player und Jack Nicklaus, ihre Turniere nicht gewonnen hätten, nachdem ich sie unter Vertrag hatte, würde ich wahrscheinlich noch irgendwo als Anwalt arbeiten.“

## McCormack vertritt Stars aller Sportarten
Nach seinem großen Erfolg im Golf wandte sich McCormack verstärkt dem Tennis zu. Ab 1968 vermarktete er sowohl das Turnier in Wimbledon als auch den australischen Topspieler Rod Laver. Mit Björn Borg, John McEnroe, Ivan Lendl, Martina Navrátilová, Chris Evert und Pete Sampras wurden viele andere Größen des Tennis Klienten von McCormack IMG.
In den weiteren Jahren vertrat IMG Spitzensportler aus allen Bereichen. Aus der Leichtathletik waren dies etwa der englische Mittelstreckler Sebastian Coe, der amerikanische Marathonläufer Alberto Salazar und die amerikanische 5000-Meter-Weltrekordlerin Mary Decker. Dazu kamen die kanadischen Eishockeylegenden Mario Lemieux und Wayne Gretzky, die Skifahrer Jean-Claude Killy, Alberto Tomba und Rosi Mittermaier ebenso wie die Rennfahrer Jackie Stewart und Alain Prost.

## Bedeutung für das Sportmarketing
„Ich würde nicht so weit gehen und sagen, dass Golf und Tennis ohne ihn nicht zu herausragenden internationalen Sportarten aufgestiegen wären“, sagte Tiger Woods nach dem Tod McCormacks 2003, „aber die Realität ist, dass sie sich ohne ihn nicht so schnell und effektiv entwickelt hätten. Er war ein Genie des Sportmarketings.“ Er habe „das Geschäft mit der Vermarktung von Sportlern und Sportereignissen erfunden“, urteilte der Spiegel.
Dass die Werbeeinnahmen heutiger Sportler deren Erlöse aus Preisgeldern oder Einnahmen aus Verträgen mit Vereinen um ein Vielfaches übersteigen, wurde erst im Zuge der durchgehenden Vermarktung von Sportlern möglich. Auf dem Weg des modernen Profisports kommt McCormack und seiner International Management Group die Pionierrolle zu.

## Persönliches
1986 heiratete er die US-amerikanische Tennisspielerin Betsy Nagelsen.

## Dokumentarfilm
- BigMcCormack. Der Global Player des Sports. ARD/SWR 2000 (Dokumentarfilm von Harold Woetzel, 75 min.)[7]